# Cyphorhinus thoracicus
El cucarachero pechicastaño (Cyphorhinus thoracicus) es una especie de ave paseriforme de la familia Troglodytidae que se distribuye por la zona central y norte de los Andes.
Tiene descritas dos subespecies:
- C. t. dichrous Sclater PL & Salvin, 1879 - Andes centrales y occidentales de Colombia y Perú (hasta San Martín).
- C. t. thoracicus Tschudi, 1844 - Bosques tropicales y subtropicales de los Andes desde el centro hasta el sureste de Perú (Huánuco a Puno).